# Napoli Futsal Barrese
El Napoli Futsal Barrese fue un equipo italiano de fútbol sala de la ciudad de Nápoles. Fue fundado en 2002 y desapareció en 2010.

## Plantilla 2009/2010
|    | Nac.               | Nombre                    | Sobrenombre   | Ruolo     |
| -- | ------------------ | ------------------------- | ------------- | --------- |
| 6  | Italia · Brasil    | Edaurdo Bragaglia         | BRAGAGLIA     | Portero   |
| 12 | Italia             | Andrea Sinno              | SINNO         | Portero   |
| 3  | Italia · Brasil    | Rodrigo Rocha Bertoni     | ROCHA BERTONI | Cierre    |
| 11 | Italia · Argentina | Maximiliano Daniel Rescia | RESCIA        | Cierre    |
| x  | Italia · Argentina | Pablo Esteban Belsito     | BELSITO       | Cierre    |
| x  | Brasil             | William Bender            | BENDER        | Cierre    |
| 15 | Italia · Brasil    | Nelson Junior Pelentier   | NINHO         | Universal |
| 7  | Italia · Brasil    | Massimo De Luca           | DE LUCA       | Ala       |
| 9  | Brasil             | Edgar Schurtz             | SCHURTZ       | Ala       |
| 16 | Italia · Brasil    | Romulo Rocha Bertoni      | ROCHA BERTONI | Ala       |
| x  | Italia · Argentina | Nicolas Gustavo Gulizia   | GULIZIA       | Ala       |
| x  | Italia · Brasil    | Gustavo Cucolicchio       | CUCOLICCHIO   | Ala       |

Entrenador:  Giuseppe Balzano

## Palmarés
- Serie B: 2006
- Copa Italia Serie A2: 2007
- Serie A2: 2008